# Wu Qingfeng
Wu Qingfeng (吳卿風T, 吴卿风S, Wú QīngfēngP; Shaoxing, 28 gennaio 2003) è una nuotatrice cinese.

## Carriera
Ha conquistato due bronzi olimpici a Parigi 2024, uno con la staffetta 4x100 metri stile libero femminile, stabilendo il nuovo record asiatico in 3'30"30, ed una con la staffetta 4x100 metri misti femminile, con cui é scesa in vasca solo per le batterie.

## Palmarès
- Giochi olimpici

Parigi 2024: bronzo nella 4x100m sl e nella 4x100m misti.
- Mondiali

Fukuoka 2023: oro nella 4x100m misti mista, bronzo nella 4x100m sl.
Singapore 2025: argento nei 50m sl e nella 4x100m misti mista, bronzo nella 4x200m sl e nella 4x100m misti.
- Mondiali in vasca corta

Abu Dhabi 2021: bronzo nella 4x200m sl e nella 4x100m misti.
- Giochi asiatici

Jakarta 2018: argento nella 4x100m sl, bronzo nei 50m sl.
Hangzhou 2022: oro nella 4x100m sl e nella 4x200m sl.